# Nawaf Salam
Nawaf Abdallah Salim Salam, född 15 december 1953 i Beirut i Libanon, är en libanesisk jurist, diplomat, och akademiker. Sedan den 8 februari 2025 är han Libanons premiärminister. Mellan 6 februari 2024 till den 14 januari 2025 tjänstgjorde han som president för Internationella domstolen i Haag, där han var domare mellan 2018 till 2025. Innan dess var han Libanons FN-ambassadör i tio år, och under den perioden utsågs han till president för FN:s säkerhetsråd och senare vicepresident för FN:s generalförsamling. 
Salam erhöll en Master of Laws från Harvard 1991. Utöver detta har han bland annat doktorerat i politisk vetenskap vid Sciences Po samt i historia vid Paris universitet.

## Karriär
Akademisk karriär
Salam har en lång akademisk karriär och har undervisat vid flera välrenommerade universitet. Efter att ha doktorerat i historia vid Paris universitet 1979 undervisade han i samtida Mellanösternhistoria på lärosätet. Därefter fortsatte han i ett år som gästforskare på Harvard, varefter han började undervisa på det amerikanska universitetet i Beirut. Salam återvände till Harvard 1989-1990 och erhöll då sin Master of Laws, och när han återvände till Libanon fortsatte han att undervisa på det amerikanska universitetet. År 2005 befordrades han till biträdande professor i politisk vetenskap, och var mellan 2005 och 2007 ordförande för universitetets departement för politisk vetenskap och offentlig förvaltning.
Diplomatisk karriär
Mellan 2007 och 2017 var Salam Libanons FN-ambassadör samt permanenta representant i FN. Han representerade Libanon i FN:s säkerhetsråd under landets medlemskap 2010-2011, och hade vid två tillfällen den roterande rollen som rådets president i sammanlagt två månader. Han var vicepresident för FN:s generalförsamling mellan september 2012 och september 2013. Han representerade Libanon under klimatmötet i Paris 2015, samt i FN:s ekonomiska och sociala råd 2016 och 2018.
Juridisk karriär
Sedan 2018 är han domare i Internationella domstolen i Haag, och utnämndes 2024 till dess president.

## Kontroverser
Syrien
År 2011, då Salam var Libanons FN-ambassadör, avstod landet från att rösta i en FN-resolution som fördömde brott mot mänskligheter i Syrien under landets pågående inbördeskrig. Detta gjorde att flera libanesiska politiker krävde Salams avgång då han vägrade markera mot Assad-regimen.
Israel
Salam har vid flera tillfällen kritiserat Israel. År 2015 önskade han landet en "oglad födelsedag" på twitter, och hänvisade till "48 år av ockupation". Senare ska han även ha skrivit att israeliskt våld och ockupation måste upphöra, liksom anklagandet av israelkritiker för antisemitism.
När Salam valdes till president för Internationella domstolen i Haag sammanföll detta med det uppmärksammade folkmordsåtal Sydafrika bedrev gentemot Israel med anledning av kriget mellan Hamas och Israel. Salams utnämnande fick stor uppmärksamhet i israelisk media, där han beskrevs som "antiisraelisk".